# Бутучаны (Оргеевский район)
Бутучаны (рум. Butuceni, Бутучень) — село в Оргеевском районе Молдавии. Наряду с сёлами Требужены и Моровая входит в состав коммуны Требужены.

## География
Село расположено на высоте 38 метров над уровнем моря.

## Население
По данным переписи населения 2004 года, в селе Бутучень проживает 239 человек (112 мужчины, 127 женщин).
Этнический состав села:
| Национальность | Число жителей | Процентный состав |
| -------------- | ------------- | ----------------- |
| молдаване      | 237           | 99.16             |
| русские        | 1             | 0.42              |
| гагаузы        | 1             | 0.42              |
| Всего          | 239           | 100%              |

## Достопримечательности

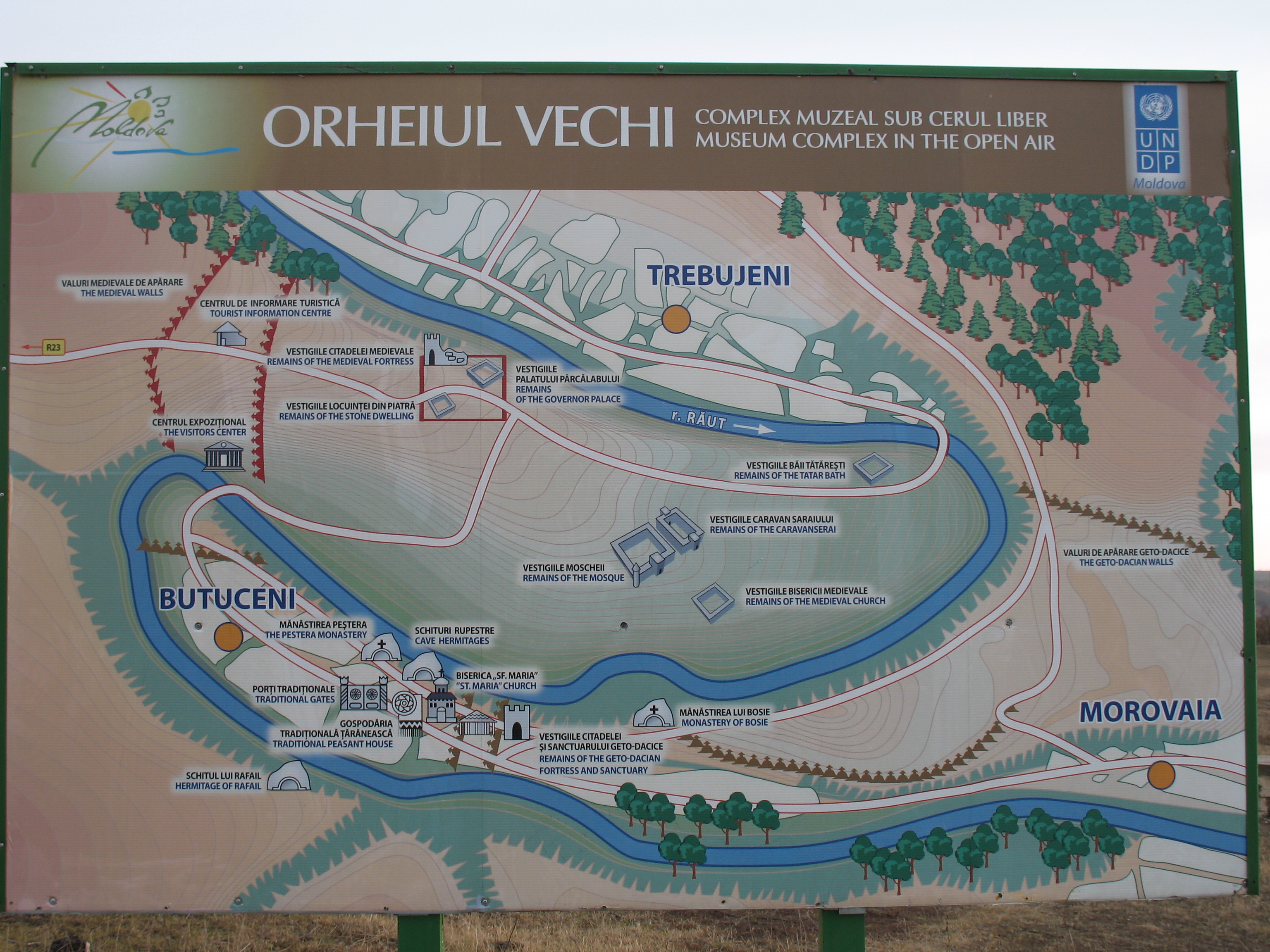
Достопримечательности в Старом Орхее

C 1968 года Бутучаны входят в музейный комплекс «Старый Орхей».

## Литература

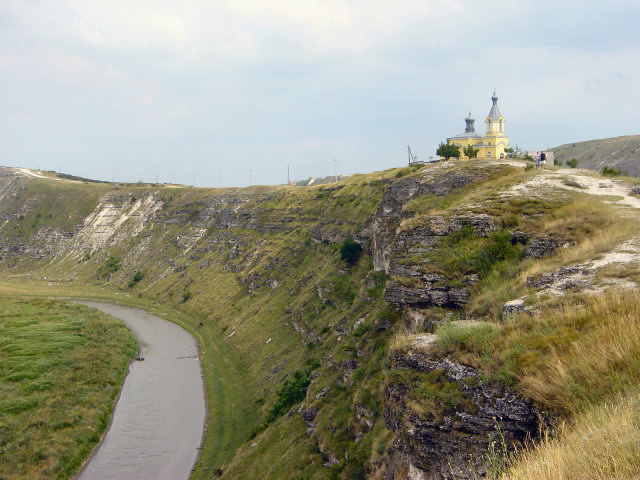
Монастырь на р.Реут у села Бутучаны